# Jean-Bertrand Aristide

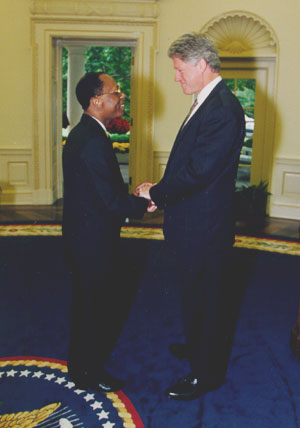
Aristide (till vänster) och Bill Clinton, 1994.

Jean-Bertrand Aristide, född 15 juli 1953 i Port-Salut, Sud, är en haitisk politiker och präst som var Haitis president i fyra olika omgångar, 1991, 1993–1994, 1994–1996 och 2001–2004.
Aristide utbildade sig till romersk-katolsk präst i Haiti och Europa och prästvigdes 1982. 1988 blev han emellertid på grund av sitt politiska engagemang utesluten ur kyrkan. Vid det laget hade han gjort sig känd som en mäktig motståndare till Jean-Claude Duvaliers regim och bidrog till att denne diktator tvingades avgå. 1990 blev Aristide Haitis förste demokratiskt valde president sedan landets självständighet 1804. Bara några månader senare störtades han i en statskupp under ledning av Raoul Cédras och gick i landsflykt, först i Venezuela och därefter i USA. 1994 kunde han med amerikansk hjälp återinstalleras som Haitis president. Han efterträddes i nya demokratiska val av sin premiärminister René Préval. 2000 vann Aristide ånyo presidentvalet med sitt nya parti Fanmi Lavalas. Valet kantades dock av misstankar om valfusk och rapporter om våld och hot mot oppositionen. I februari 2004 tvingades Aristide under oklara former lämna landet och befann sig i exil i Centralafrikanska republiken, Jamaica och Sydafrika. 18 mars 2011 återvände han till Haiti.
Aristide är sedan 1996 gift med Mildred Trouillot och har med henne döttrarna Christine och Michaelle.